# Elezioni presidenziali in Sri Lanka del 2024
Le elezioni presidenziali in Sri Lanka del 2024 si sono tenute il 21 settembre per il rinnovo della Presidenza del paese.
Da questa tornata elettorale, conclusosi lo spoglio delle prime preferenze, nessuno dei candidati è riuscito a raggiungere sin da subito la maggioranza assoluta delle preferenze, per la prima volta nella storia elettorale del paese, portando così alla necessaria redistribuzione delle preferenze che, in tal senso, ha infine portato alla vittoria di Anura Kumara Dissanayake, con il 55,89% dei voti.
Il presidente uscente Ranil Wickremesinghe, essendo ancora al primo mandato, si è potuto presentare per la rielezione.

## Sistema elettorale
Per le elezioni presidenziali, la legge elettorale srilankese prevede l’applicazione di un sistema maggioritario basato su un voto alternativo limitato: difatti, poiché al momento della votazione viene richiesto agli elettori di esprimere, numerandole, fino a tre preferenze, per essere eletto un candidato deve ottenere la maggioranza assoluta (50%+1) dei suffragi, ma, qualora ciò non accada, si ha un ballottaggio istantaneo redistribuendo le preferenze dei candidati dal meno votato, che viene contestualmente eliminato, al più votato, finché uno non raggiunge la maggioranza.
Nella pratica, tuttavia, almeno fino a questa elezione, questo sistema non aveva visto alcuna uso. Ogni elezione presidenziale diretta nel paese, infatti, sin dalla prima nel 1982, ha sempre portato alla vittoria a maggioranza assoluta di un candidato al primo voto e così, di conseguenza, si è usato de facto un sistema maggioritario secco, con molti elettori che spesso decidono di segnare, inconsapevolmente o volontariamente, un singolo candidato sulle loro schede elettorali.

## Risultati
| Anura Kumara Dissanayake        | Janatha Vimukthi Peramuna (JVP) (Potere Nazionale del Popolo)                         | 5 634 915  | 42,30 |  |  |  |  |  |
| Sajith Premadasa                | Samagi Jana Balawegaya (SJB)                                                          | 4 363 035  | 32,75 |  |  |  |  |  |
| Ranil Wickremesinghe            | Indipendente (Partito Nazionale Unito)                                                | 2 299 767  | 17,27 |  |  |  |  |  |
| Namal Rajapaksa                 | Sri Lanka Podujana Peramuna (SLPP) (Alleanza per la Libertà Popolare dello Sri Lanka) | 342 781    | 2,57  |  |  |  |  |  |
| P. Ariyanethiran                | Indipendente                                                                          | 226 343    | 1,70  |  |  |  |  |  |
| Dilith Jayaweera                | Partito Comunista dello Sri Lanka (CPSL)                                              | 122 396    | 0,92  |  |  |  |  |  |
| K. K. Piyadasa                  | Indipendente                                                                          | 47 543     | 0,36  |  |  |  |  |  |
| D. M. Bandaranayake             | Indipendente                                                                          | 30 660     | 0,23  |  |  |  |  |  |
| Sarath Fonseka                  | Indipendente                                                                          | 22 407     | 0,17  |  |  |  |  |  |
| Wijeyadasa Rajapakshe           | Fronte Democratico Nazionale (NDP)                                                    | 21 306     | 0,16  |  |  |  |  |  |
| Anuruddha Polgampola            | Indipendente                                                                          | 15 411     | 0,12  |  |  |  |  |  |
| Sarath Keerthirathne            | Indipendente                                                                          | 15 187     | 0,11  |  |  |  |  |  |
| K. R. Krishan                   | Fronte Popolare Arunalu (APF)                                                         | 13 595     | 0,10  |  |  |  |  |  |
| Suranjeewa Anoj de Silva        | Fronte Democratico Nazionale Unito (DUNF)                                             | 12 898     | 0,10  |  |  |  |  |  |
| Priyantha Wickremesinghe        | Nava Sama Samaja Party (NSSP)                                                         | 12 760     | 0,10  |  |  |  |  |  |
| Namal Rajapaksha                | Partito Samabima (SP)                                                                 | 12 700     | 0,10  |  |  |  |  |  |
| Akmeemana Dayarathana Thero     | Indipendente                                                                          | 11 536     | 0,09  |  |  |  |  |  |
| Nuwan Bopege                    | Forum Popolare Socialista (SPF)                                                       | 11 191     | 0,08  |  |  |  |  |  |
| Ajantha de Zoyza                | Partito Popolare Ruhunu (RPP)                                                         | 11 191     | 0,08  |  |  |  |  |  |
| Victor Anthony Perera           | Indipendente                                                                          | 10 374     | 0,08  |  |  |  |  |  |
| Siripala Amarasinghe            | Indipendente                                                                          | 9 035      | 0,07  |  |  |  |  |  |
| Siritunga Jayasuriya            | Partito Socialista Unito (USP)                                                        | 8 954      | 0,07  |  |  |  |  |  |
| Battaramulle Seelarathana Thero | Fronte del Benessere Popolare (PWF)                                                   | 6 839      | 0,05  |  |  |  |  |  |
| Abubakar Mohamed Infaz          | Alleanza Democratica dell’Unità (DUA)                                                 | 6 531      | 0,05  |  |  |  |  |  |
| Pemasiri Manage                 | Indipendente                                                                          | 5 822      | 0,04  |  |  |  |  |  |
| Mahinda Dewage                  | Partito Socialista dello Sri Lanka (SPSL)                                             | 5 338      | 0,04  |  |  |  |  |  |
| Keerthi Wickremeratne           | Partito del Nostro Potere Popolare (OPPP)                                             | 4 676      | 0,04  |  |  |  |  |  |
| Pani Wijesiriwardena            | Partito Socialista dell’Uguaglianza                                                   | 4 410      | 0,03  |  |  |  |  |  |
| Oshala Herath                   | Nuovo Fronte Indipendente (NIF)                                                       | 4 253      | 0,03  |  |  |  |  |  |
| Altri (<0,03%)                  | —                                                                                     | 26 495     | 0,20  |  |  |  |  |  |
| Totale                          | Totale                                                                                | 13 320 259 | 100   |  |  |  |  |  |
|                                 |                                                                                       |            |       |  |  |  |  |  |
| Voti non validi                 | Voti non validi                                                                       | 300 300    | 2,20  |  |  |  |  |  |
| Votanti                         | Votanti                                                                               | 13 620 559 | 79,46 |  |  |  |  |  |
| Elettori                        | Elettori                                                                              | 17 140 354 |       |  |  |  |  |  |

- Two-candidate-preferred vote

| Candidati                | Partiti                                                       | Voti       | %     |
| ------------------------ | ------------------------------------------------------------- | ---------- | ----- |
| Anura Kumara Dissanayake | Janatha Vimukthi Peramuna (JVP) (Potere Nazionale del Popolo) | 5 740 179  | 55,89 |
| Sajith Premadasa         | Samagi Jana Balawegaya (SJB)                                  | 4 530 902  | 44,11 |
| Totale                   | Totale                                                        | 10 271 081 | 100   |